# شفقت و حق گزینش
شفقت و حق گزینش (به انگلیسی: Compassion & Choices) یک سازمان ناسودبر در آمریکا است که توسط دِرِک همفری مدیر بنیاد هملاک سوسایتی بنیان‌گذاری شد. نام دیگر این سازمان «گزینه‌های آخر عمر همراه با شفقت» بود. هدف اصلی این سازمان ارتقا و بهبود حقوق و گزینه‌های افرادی است که به دلیل ابتلا به نوعی بیماری لاعلاج به آخر زندگی خود رسیده‌اند. این سازمان با دارا بودن ۴۰٬۰۰۰ حمایت‌کننده و ۶۰ بخش مختلف، یکی از بزرگ ترین‌ها در نوع خود در کشور ایالات متحده آمریکا می‌باشد.